# Alicia Puleo
Alicia Puleo (Buenos Aires, 1952), és una filòsofa feminista arrelada a Espanya. Ha destacat pel desenvolupament del pensament ecofeminista. Entre les seves principals publicacions es troba Ecofeminismo per a un altre món possible (2011).

## Trajectòria
És doctora en Filosofia per la Universitat Complutense de Madrid i titular de Filosofia Moral i Política (catedràtica acreditada) a la Universitat de Valladolid.
Forma part del Consell de la Càtedra d'Estudis de Gènere d'aquesta universitat i del Consell de l'Institut de Recerques Feministes de la Universitat Complutense de Madrid.
Ha dirigit la Càtedra d'Estudis de Gènere de la Universitat de Valladolid durant una dècada (2000-2010) i ha coordinat l'Institut de Recerques Feministes de diversos seminaris, entre ells el Discurso sobre la sexualidad y crítica feminista i Feminismo y ecología.
Puleo ha compaginat la seva carrera com a docent amb la recerca i la publicació de nombrosos llibres i articles sobre desigualtat entre homes i dones, gènere i feminisme.
Amb el llibre Dialéctica de la sexualidad. Género y sexo en la Filosofía Contemporánea (1992) va ser finalista del Premi Nacional d'Assaig.
El 2004 va coordinar l'edició del llibre Mujeres y ecología: historia, pensamiento, sociedad, en el qual es recollia la relació entre el moviment ecologista i el moviment feminista i diferents experiències a Espanya i en l'àmbit internacional.
El 2011 va publicar Ecofeminismo para otro mundo posible, una obra en la qual a més de recollir la història de l'ecofeminisme i analitzar les aportacions del moviment feminista a l'ecologista, no sempre reconegudes, desenvolupa la seva proposta del que ha denominat un ecofeminisme crític o il·lustrat.
Al setembre del 2014 assumeix la direcció de la "Colección Feminismos" de l'editorial Càtedra.
El 2015 edita el llibre col·lectiu Ecología y género en diálogo interdiciplinar, en el qual s'analitzen els entramats socioculturals que teixeixen les relacions entre els cossos i els ecosistemes que habitem.

## Desigualtat
La seva obra s'articula a l'entorn de la preocupació per la desigualtat entre homes i dones. Analitza els mecanismes socioculturals que impedeixen la superació d'aquesta desigualtat i els mitjans que la filosofia feminista ofereix per desactivar-los. En alguns dels seus estudis sobre la Il·lustració francesa examina les arrels d'aquesta assignatura pendent de les democràcies modernes. Els treballs que dedica a l'evolució del concepte de sexualitat en la filosofia contemporània de Schopenhauer a Georges Bataille es configuren com una crítica a les teories legitimadores de la violència a les quals s'ha referit amb el concepte d'"erotisme transgressiu".
En la teoria feminista el treball d'Alicia Puleo ha alçat ponts entre diferents corrents feministes. En anar més enllà de la polarització entre feminisme de la igualtat i de la diferència que va caracteritzar la teoria feminista espanyola en els anys 1980 i anys 1990, Puleo ha trobat maneres de combinar la raó del feminisme de la igualtat i l'afectivitat del feminisme de la diferència, apunta Roberta Johnson, de la Universitat de Califòrnia.

## Ecofeminisme
Puleo està reconeguda com una de les pensadores ecofeministes més rellevants en l'actualitat. "Pel que fa al moviment mundial o orientació teòrica coneguda com a ecofeminisme, Alicia Puleo és possiblement la més prominent filòsofa d'Espanya" escriu Johnson en For a better World: Alicia Puleo’s Critical Ecofeminism.
La seva proposta del que ha denominat un ecofeminisme crític o il·lustrat pot considerar-se una nova forma no essencialista d'ètica ambiental en clau de gènere. No considera que les dones es trobin en una espècie de simbiosi amb la natura, sinó que parteix de la convicció que vivim una època de creixement insostenible que fa inevitable la vinculació entre feminisme i ecologia. Sosté que l'enriquiment mutu d'ambdues perspectives permetria construir una cultura d'igualtat i sostenibilitat.

## Publicacions

### Individuals
- Cómo leer a Schopenhauer (1991) Editorial Xúquer, Gijón-Madrid ISBN 84-334-0809-7
- Dialéctica de la sexualidad. Género y sexo en la Filosofía Contemporánea (1992) Càtedra, Madrid ISBN 84-376-1051-6
- La Ilustración olvidada. La polémica de los sexos en el siglo XVIII  (1993) (A. H. Puleo, editora.) Pròleg de Celia Amorós. Amb textos de Condorcet, Olimpia de Gouges, Montesquieu, D'Alembert, Louise d'Epinay, etc. Anthropos, Barcelona ISBN 84-7658-408-3[10]
- Figuras del Otro en la Ilustración francesa. Diderot y otros autores (1996) Escuela Libre Editorial, Madrid, 1996. ISBN 84-88816-16-2
- Filosofía, Género y Pensamiento crítico (2000) Universitat de Valladolid ISBN 84-8448-026-7
- Ecofeminismo para otro mundo posible (2011) Editorial Cátedra. Colección Feminismos. Madrid. 2011 ISBN 978-84-376-2729-8

### Col·lectives
- La filosofía contemporánea desde una perspectiva no androcéntrica, (1992) (A. H. Puleo, coord.), Ministerio de Educación y Ciencia, Madrid. ISBN 84-369-2338-3.[11]
- Papeles sociales de mujeres y hombres (1995) (Alicia H. Puleo y Elisa Favaro, coord.), Ministerio de Educación y Ciencia, Madrid, 1995. ISBN 84-369-2767-2
- Philosophie und Geschlecht in Spanien, en Die Philosophin (2002) n° 26, dezember pp. 103–112. ISSN 0936-7586
- Mujeres y Ecología. Historia, Pensamiento, Sociedad (2004) (Cavana, María Luisa; Puleo, Alicia; Segura, Cristina, eds), Almudayna, Madrid ISBN 84-87090-31-1
- Gender, Nature and Death (2005) en De Sotelo, Elisabeth (ed.), New Women in Spain. Social-Political and Philosophical Studies of Feminist Thought, Lit Verlag, Münster- Transaction Publishers, New York, 2005, pp. 173–182. ISBN 3-8258-6199-6
- Del ecofeminismo clásico al deconstructivo: principales corrientes de un pensamiento poco conocido (2005) en Amorós, Celia, De Miguel, Ana (ed.), Historia de la teoría feminista. De la Ilustración a la globalización, ed. Minerva, Madrid, 2005, pp. 121–152. ISBN 84-88123-54-X
- Un parcours philosophique: du désenchantement du monde à la compassion, L'Esprit créateur (2006) Johns Hopkins University Press, Baltimore, vol.46, n°2 pp. 5–16. ISSN 0014-0767
- Philosophy, Politics and Sexuality, en Femenías, Maria Luisa; Oliver, Amy; Feminist Philosophy in Latin America and Spain (2007) VIPS RODOPI ed., Amsterdam/New York ISBN 978-90-420-2207-2
- El hilo de Aradna: ecofeminismo, animales y crítica al androcentrismo en Feminismo Ecológico. Estudios multidisciplinares de género. Universidad de Salamanca (2007) [12]
- El reto de la igualdad de género. Nuevas perspectivas en Ética y Filosofía Política (2008) Alicia H. Puleo, ed. Biblioteca Nueva, Madrid ISBN 978-84-9742-866-8
- Libertad, igualdad, sostenibilidad, por un ecofeminismo ilustrado. (2008) Isegoría. Revista de Filosofía Moral y Política Núm. 38, Consejo Superior de Investigaciones Científicas, Madrid, enero-junio del 2008, pp. 39–59. ISSN 1130-2097.[13]
- Ecología y Género en diálogo interdisciplinar (2015) Ed. Plaza y Valdés ISBN 978-84-16032-43-3